# Wiesław Krótki

Wappen von Anthony Wieslaw Krótki

Anthony Wiesław Krótki OMI (* 12. Juni 1964 in Istebna) ist ein polnischer Ordensgeistlicher und römisch-katholischer Bischof von Churchill-Baie d’Hudson.

## Leben
Wiesław Krótki trat der Ordensgemeinschaft der Oblaten bei und legte am 8. September 1988 die Ewige Profess ab. Der Erzbischof von Posen, Jerzy Stroba, weihte ihn am 19. Juni 1990 zum Priester. Seit 1991 lebte er in Nunavut und war Pfarrer von Iglulik.
Am 16. Februar 2013 ernannte ihn Papst Benedikt XVI. zum Bischof von Churchill-Baie d’Hudson. Die Bischofsweihe spendete ihm der emeritierte Bischof von Churchill-Baie d’Hudson, Reynald Rouleau, am 30. Mai desselben Jahres; Mitkonsekratoren waren Gilles Cazabon OMI, emeritierter Bischof von Saint-Jérôme, und Murray Chatlain, Erzbischof von Keewatin-Le Pas. Die feierliche Amtseinführung (Inthronisation) fand am 28. Mai desselben Jahres statt.